# Fiorini
Pour les articles homonymes, voir Fiorini (homonymie).
Fiorini (en italien : Fiorini) est une localité de Croatie située en Istrie, dans la municipalité de Brtonigla, dans le comitat d'Istrie. En 2001, la localité comptait 145 habitants.

## Démographie
| 1948 | 1953 | 1961 | 1971 | 1981 | 1991 | 2001 |
| ---- | ---- | ---- | ---- | ---- | ---- | ---- |
| 340  | 227  | 228  | 223  | 256  | 272  | 145  |